# Хабі Ламе
Хабане «Хебі» Лейм (Хебі Лейм, фр. Khabane «Khaby» Lame, нар. 9 березня 2000, Дакар) — сенагелець-TikToker з Італії. Він став відомий своїми короткими комедійними сюжетами, де саркастично вказує на людей, які ускладнюють прості завдання без причини. Станом на червень 2022 року, Lame — найпопулярніший обліковий запис TikTok.

## Ранні роки
Ламе народився в побожній мусульманській родині у Сенегалі 9 березня 2000 року і виріс у соціальному житловому комплексі в Ківассо, Італія де він і досі живе. Він займався футболом та баскетболом; у старшій школі грав у чемпіонаті молодшого рівня з баскетболу.
До TikTok Ламе працював оператором верстатів з ЧПУ. Він також відчував фінансові проблеми, які він подолав за допомогою своїх відеороликів TikTok.

## Кар'єра
Ламе почав публікувати публікації на TikTok у березні 2020 року під час карантинних заходів щодо COVID-19. 26 квітня 2021 року він обігнав Джанлуку Ваккі — найпопулярнішого італійського TikToker’а. Хабі Ламе у 2022 році став найпопулярнішою людиною в TikTok за кількістю підписників. Він обійшов іншу тікток-знаменитість Чарлі Д'Амеліо, яка кілька років була лідером у TikTok. Станом на 2024 рік, Хабі Ламе має 161,8 млн підписників у TikTok. У нього також є понад 34,8 мільйона послідовників в Інстаграмі, після того, як він обігнав К'яру Ферраньї, найпопулярнішу італійку на платформі.

## Особисте життя
Ламе заручений із Заїрою Нуччі із Шакки, про що повідомлялося в Інстаграмі у жовтні 2020 року.
У червні 2021 року в інтерв'ю The New York Times Ламе заявив, що, хоча він живе в Італії з дитинства, він не має італійського паспорта чи громадянства, а лише сенегальський паспорт.
Ламе є вболівальником «Ювентуса» і 18 серпня 2021 року виступив у ролі зірки в оголошенні клубу про нового гравця Мануеля Локателлі.